# Yannick Carrasco
Yannick Ferreira Carrasco (Ixelles, 4 settembre 1993) è un calciatore belga di origini portoghesi e spagnole, centrocampista o attaccante dell'Al-Shabab e della nazionale belga.

## Biografia
È nato da padre portoghese e da madre spagnola. Alla nascita era in possesso del doppio cognome Ferreira-Carrasco, ma visti i rapporti poco amichevoli con il padre ha deciso in seguito di mantenere soltanto il cognome della madre.

## Caratteristiche tecniche
Esterno offensivo gioca prevalentemente come ala sinistra, ha un ottimo piede destro e può essere utilizzato su ambedue le corsie del campo o può anche essere impiegato in posizione centrale. La sua precisione di tiro e l'ottima tecnica individuale, gli permettono di risultare decisivo anche negli inserimenti sulle palle inattive o sui cross in movimento. Ottimo contropiedista dotato di un grande scatto e dribbling, grazie al fisico longilineo e alle sue lunghe leve, sa essere efficace sia nella fase difensiva che in quella offensiva.

## Carriera

### Club

#### Gli inizi
Nato ad Ixelles, comune della città di Bruxelles, da padre portoghese e madre spagnola, Carrasco inizia a giocare a calcio nello Stade Everois, una squadra locale. Poco tempo dopo passa al Diegem e all'Anvers. Nel 2009 lo acquista il Genk, giocando nel settore giovanile dei biancoblu. Nella stagione successiva viene acquistato dal Monaco, che lo fa crescere per due anni nel La Turbie. Al termine della prima stagione vince la Coupe Gambardella, prestigioso trofeo giovanile organizzato dalla federazione francese e rivolto agli Under 18.

#### Monaco
Viene convocato nella prima squadra nel 2012. Debutta con i monegaschi il 30 luglio 2012, nella partita vinta 4-0 contro il Tours, segnando subito la sua prima rete da professionista. Nella stessa partita fa anche un assist ad Andrea Raggi da calcio d'angolo. La sua prestazione lo rende uno dei titolari della formazione del tecnico italiano Claudio Ranieri. Il 13 aprile 2013, nella partita vinta 2-0 contro l'Auxerre, segna la sua prima doppietta da professionista. La sua stagione si chiude con 27 presenze, 6 gol e 6 assist. Nella Coppa di Lega segna 2 reti ed un assist in altrettante gare.
Nella stagione 2013-2014, nonostante i numerosi arrivi nel Principato, Carrasco continua inizialmente ad essere un cardine nella squadra di Ranieri. Verso il termine della stagione perde però il posto da titolare, in favore al colombiano James Rodríguez. A fine stagione attira gli interessi di molte squadre, tra cui la Roma, e per questo al giovane belga viene rinnovato il suo contratto al Principato, che lo legherà fino al 2019.
La stagione 2014-2015 inizia con la rescissione del contratto del tecnico Ranieri, al quale subentra il tecnico portoghese Leonardo Jardim. Con le cessioni di Radamel Falcao e James Rodríguez, trova subito un posto da titolare nella rosa di Jardim. Il 17 settembre 2014 debutta in Champions League contro il Bayer Leverkusen allo Stade Louis II (vinta 1-0). Il 18 ottobre 2014, nella partita vinta 2-0 contro l'Évian, segna la sua prima rete stagionale. La giornata successiva, vinta 3-1 contro il Bastia, viene nominato Man of the match, in seguito ad un'ottima prestazione, condita con una rete e due assist. Il 25 febbraio 2015, in occasione della partita degli ottavi di Champions League contro l'Arsenal, Ferreira Carrasco segna la sua prima rete in una competizione europea.

#### Atlético Madrid
Il 10 luglio 2015 viene acquistato dall'Atletico Madrid per circa 15 milioni di euro. Il 28 maggio 2016 firma il pareggio del 1-1 nella finale di Champions League con il Real Madrid, risultando uno dei migliori in campo. È inoltre il primo calciatore belga a segnare in una finale di Champions, ma nonostante il suo gol la sua squadra perde la partita ai rigori. Chiude la sua prima stagione con i colchoneros con 43 presenze ufficiali e 5 marcature. Il 15 ottobre 2016, in occasione della vittoria per 7-1 sul Granada, Carrasco segna la sua prima tripletta in carriera. Sei giorni più tardi prolunga con la squadra spagnola fino al 2022. In occasione della partita di Champions League contro la Roma, finita a reti inviolate, Carrasco gioca la 100ª partita con l'Atlético.

#### Dalian Yifang e ritorno all'Atlético Madrid
Il 26 febbraio 2018, dopo 124 presenze totali con la squadra madrilena, viene ceduto al Dalian Yifang per 27 milioni di euro. Dopo due anni, in seguito all'epidemia che ha causato il rinvio delle partite della Super League, fa ritorno all'Atlético Madrid in prestito fino al termine della stagione.
L'8 settembre 2020 viene acquistato a titolo definitivo dagli spagnoli che versano nelle casse del club cinese 15 milioni di euro (più eventuali 10 in caso di vittoria della Champions League entro il 2023), firmando un contratto quadriennale. Il 6 gennaio 2022 gioca la sua partita numero 200 con la maglia dei colchoneros.

### Nazionale

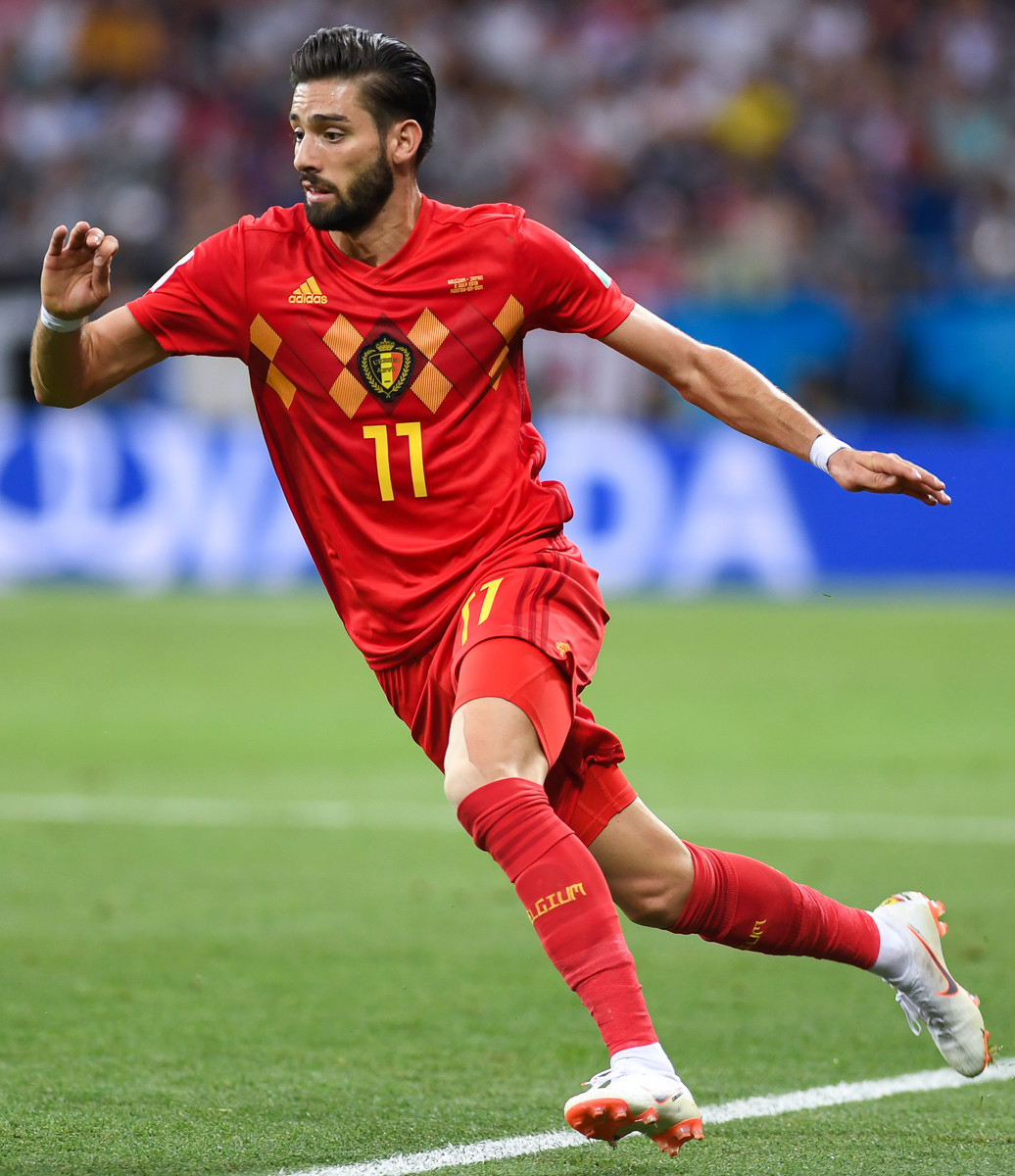
Carrasco in azione con la nazionale belga ai Mondiali 2018.

#### Nazionali giovanili
Carrasco, dal 2008, diviene un elemento costante in tutte le selezioni giovanili del Belgio. Nella Nazionale belga Under-19 viene convocato per partecipare all'Europeo di calcio Under-19 del 2011, dove segna due reti, la prima alla Scozia Under-19 e l'ultima all'Italia Under-19, siglando il definitivo 1-2..
Il 25 marzo 2013 debutta con la nazionale belga Under-21, in occasione delle qualificazioni dell'Europeo Under-21 2015 contro il Cipro. La sua prima rete nell'Under-21 avviene il 5 settembre 2013, nella partita vinta 3-1 contro l'Italia U21.

#### Nazionale maggiore
Il 10 ottobre 2014 viene convocato dal ct della nazionale Marc Wilmots, in occasione delle qualificazioni per l'Europeo 2016 vinta 6-0 contro l'Andorra, rimanendo in panchina. Il debutto ufficiale avviene il 28 marzo 2015, nella gara vinta 5-0 contro il Cipro entrando al minuto 69º. Viene convocato per gli Europei 2016 in Francia, manifestazione in cui scende in campo in cinque occasioni.
Convocato per il Mondiale del 2018 in Russia, con la sua nazionale gioca quattro partite e consegue il terzo posto, miglior risultato di sempre del Belgio ai Mondiali.

## Statistiche

### Presenze e reti nei club
Statistiche aggiornate al 3 febbraio 2025.
| Stagione               | Squadra                | Campionato             | Campionato | Campionato | Coppe nazionali | Coppe nazionali | Coppe nazionali | Coppe continentali | Coppe continentali | Coppe continentali | Altre coppe | Altre coppe | Altre coppe | Totale | Totale |
| Stagione               | Squadra                | Comp                   | Pres       | Reti       | Comp            | Pres            | Reti            | Comp               | Pres               | Reti               | Comp        | Pres        | Reti        | Pres   | Reti   |
| ---------------------- | ---------------------- | ---------------------- | ---------- | ---------- | --------------- | --------------- | --------------- | ------------------ | ------------------ | ------------------ | ----------- | ----------- | ----------- | ------ | ------ |
| 2012-2013              | Monaco                 | L2                     | 27         | 6          | CF+CdL          | 2+2             | 0+2             | -                  | -                  | -                  | -           | -           | -           | 31     | 8      |
| 2013-2014              | Monaco                 | L1                     | 18         | 3          | CF+CdL          | 4+0             | 1+0             | -                  | -                  | -                  | -           | -           | -           | 22     | 4      |
| 2014-2015              | Monaco                 | L1                     | 36         | 6          | CF+CdL          | 4+2             | 0+1             | UCL                | 10                 | 1                  | -           | -           | -           | 52     | 8      |
| Totale Monaco          | Totale Monaco          | Totale Monaco          | 81         | 15         |                 | 14              | 4               |                    | 10                 | 1                  |             | -           | -           | 105    | 20     |
| 2015-2016              | Atlético Madrid        | PD                     | 29         | 4          | CR              | 5               | 0               | UCL                | 9                  | 1                  | -           | -           | -           | 43     | 5      |
| 2016-2017              | Atlético Madrid        | PD                     | 35         | 10         | CR              | 6               | 2               | UCL                | 12                 | 2                  | -           | -           | -           | 53     | 14     |
| 2017-feb. 2018         | Atlético Madrid        | PD                     | 17         | 3          | CR              | 5               | 1               | UCL+UEL            | 5+1                | 0                  | -           | -           | -           | 28     | 4      |
| 2018                   | Dalian Yifang          | CSL                    | 25         | 7          | CC              | 1               | 0               | -                  | -                  | -                  | -           | -           | -           | 26     | 7      |
| 2019                   | Dalian Yifang          | CSL                    | 25         | 17         | CC              | 1               | 0               | -                  | -                  | -                  | -           | -           | -           | 26     | 17     |
| Totale Dalian Yifang   | Totale Dalian Yifang   | Totale Dalian Yifang   | 50         | 24         |                 | 2               | 0               |                    | -                  | -                  |             | -           | -           | 52     | 24     |
| gen.-ago. 2020         | Atlético Madrid        | PD                     | 15         | 1          | CR              | -               | -               | UCL                | 1                  | 0                  | SS          | -           | -           | 16     | 1      |
| 2020-2021              | Atlético Madrid        | PD                     | 30         | 6          | CR              | 0               | 0               | UCL                | 5                  | 1                  | -           | -           | -           | 35     | 7      |
| 2021-2022              | Atlético Madrid        | PD                     | 34         | 6          | CR              | 2               | 0               | UCL                | 7                  | 0                  | SS          | 1           | 0           | 44     | 6      |
| 2022-2023              | Atlético Madrid        | PD                     | 35         | 7          | CR              | 3               | 2               | UCL                | 6                  | 1                  | -           | -           | -           | 44     | 10     |
| ago. 2023              | Atlético Madrid        | PD                     | 3          | 0          | CR              | 0               | 0               | UCL                | 0                  | 0                  | -           | -           | -           | 3      | 0      |
| Totale Atlético Madrid | Totale Atlético Madrid | Totale Atlético Madrid | 198        | 37         |                 | 21              | 5               |                    | 46                 | 5                  |             | 1           | 0           | 266    | 47     |
| 2023-2024              | Al-Shabab              | SPL                    | 24         | 7          | KCC             | 3               | 4               | -                  | -                  | -                  | -           | -           | -           | 27     | 11     |
| 2024-2025              | Al-Shabab              | SPL                    | 7          | 1          | KCC             | 1               | 0               | -                  | -                  | -                  | -           | -           | -           | 8      | 1      |
| Totale Al-Shabab       | Totale Al-Shabab       | Totale Al-Shabab       | 31         | 8          |                 | 4               | 4               |                    | -                  | -                  |             | -           | -           | 35     | 12     |
| Totale carriera        | Totale carriera        | Totale carriera        | 360        | 84         |                 | 41              | 13              |                    | 56                 | 6                  |             | 1           | 0           | 467    | 103    |

### Cronologia presenze e reti in nazionale
| Cronologia completa delle presenze e delle reti in nazionale ― Belgio | Cronologia completa delle presenze e delle reti in nazionale ― Belgio | Cronologia completa delle presenze e delle reti in nazionale ― Belgio | Cronologia completa delle presenze e delle reti in nazionale ― Belgio | Cronologia completa delle presenze e delle reti in nazionale ― Belgio | Cronologia completa delle presenze e delle reti in nazionale ― Belgio | Cronologia completa delle presenze e delle reti in nazionale ― Belgio | Cronologia completa delle presenze e delle reti in nazionale ― Belgio |
| Data                                                                  | Città                                                                 | In casa                                                               | Risultato                                                             | Ospiti                                                                | Competizione                                                          | Reti                                                                  | Note                                                                  |
| --------------------------------------------------------------------- | --------------------------------------------------------------------- | --------------------------------------------------------------------- | --------------------------------------------------------------------- | --------------------------------------------------------------------- | --------------------------------------------------------------------- | --------------------------------------------------------------------- | --------------------------------------------------------------------- |
| 28-3-2015                                                             | Bruxelles                                                             | Belgio                                                                | 5 – 0                                                                 | Cipro                                                                 | Qual. Euro 2016                                                       | -                                                                     | 69’                                                                   |
| 7-6-2015                                                              | Saint-Denis                                                           | Francia                                                               | 3 – 4                                                                 | Belgio                                                                | Amichevole                                                            | -                                                                     | 59’                                                                   |
| 12-6-2015                                                             | Cardiff                                                               | Galles                                                                | 1 – 0                                                                 | Belgio                                                                | Qual. Euro 2016                                                       | -                                                                     | 77’                                                                   |
| 13-11-2015                                                            | Bruxelles                                                             | Belgio                                                                | 3 – 1                                                                 | Italia                                                                | Amichevole                                                            | -                                                                     | 87’                                                                   |
| 13-6-2016                                                             | Lione                                                                 | Belgio                                                                | 0 – 2                                                                 | Italia                                                                | Euro 2016 - 1º turno                                                  | -                                                                     | 76’                                                                   |
| 18-6-2016                                                             | Bordeaux                                                              | Belgio                                                                | 3 – 0                                                                 | Irlanda                                                               | Euro 2016 - 1º turno                                                  | -                                                                     | 64’                                                                   |
| 22-6-2016                                                             | Nizza                                                                 | Svezia                                                                | 0 – 1                                                                 | Belgio                                                                | Euro 2016 - 1º turno                                                  | -                                                                     | 71’                                                                   |
| 26-6-2016                                                             | Tolosa                                                                | Ungheria                                                              | 0 – 4                                                                 | Belgio                                                                | Euro 2016 - Ottavi di finale                                          | 1                                                                     | 70’                                                                   |
| 1-7-2016                                                              | Lilla                                                                 | Galles                                                                | 3 – 1                                                                 | Belgio                                                                | Euro 2016 - Quarti di finale                                          | -                                                                     | 46’                                                                   |
| 1-9-2016                                                              | Bruxelles                                                             | Belgio                                                                | 0 – 2                                                                 | Spagna                                                                | Amichevole                                                            | -                                                                     | 76’                                                                   |
| 6-9-2016                                                              | Nicosia                                                               | Cipro                                                                 | 0 – 3                                                                 | Belgio                                                                | Qual. Mondiali 2018                                                   | 1                                                                     |                                                                       |
| 7-10-2016                                                             | Bruxelles                                                             | Belgio                                                                | 4 – 0                                                                 | Bosnia ed Erzegovina                                                  | Qual. Mondiali 2018                                                   | -                                                                     |                                                                       |
| 10-10-2016                                                            | Faro                                                                  | Gibilterra                                                            | 0 – 6                                                                 | Belgio                                                                | Qual. Mondiali 2018                                                   | -                                                                     | 53’                                                                   |
| 9-11-2016                                                             | Amsterdam                                                             | Paesi Bassi                                                           | 1 – 1                                                                 | Belgio                                                                | Amichevole                                                            | 1                                                                     |                                                                       |
| 13-11-2016                                                            | Bruxelles                                                             | Belgio                                                                | 8 – 1                                                                 | Estonia                                                               | Qual. Mondiali 2018                                                   | 1                                                                     |                                                                       |
| 25-3-2017                                                             | Bruxelles                                                             | Belgio                                                                | 1 – 1                                                                 | Grecia                                                                | Qual. Mondiali 2018                                                   | -                                                                     |                                                                       |
| 28-3-2017                                                             | Soči                                                                  | Russia                                                                | 3 – 3                                                                 | Belgio                                                                | Amichevole                                                            | -                                                                     | 77’                                                                   |
| 5-6-2017                                                              | Bruxelles                                                             | Belgio                                                                | 2 – 1                                                                 | Rep. Ceca                                                             | Amichevole                                                            | -                                                                     | 88’                                                                   |
| 9-6-2017                                                              | Tallinn                                                               | Estonia                                                               | 0 – 2                                                                 | Belgio                                                                | Qual. Mondiali 2018                                                   | -                                                                     |                                                                       |
| 31-8-2017                                                             | Bruxelles                                                             | Belgio                                                                | 9 – 0                                                                 | Gibilterra                                                            | Qual. Mondiali 2018                                                   | -                                                                     |                                                                       |
| 3-9-2017                                                              | Atene                                                                 | Grecia                                                                | 1 – 2                                                                 | Belgio                                                                | Qual. Mondiali 2018                                                   | -                                                                     | 76’ 79’                                                               |
| 7-10-2017                                                             | Sarajevo                                                              | Bosnia ed Erzegovina                                                  | 3 – 4                                                                 | Belgio                                                                | Qual. Mondiali 2018                                                   | 1                                                                     | 21’ 86’                                                               |
| 27-3-2018                                                             | Bruxelles                                                             | Belgio                                                                | 4 – 0                                                                 | Arabia Saudita                                                        | Amichevole                                                            | -                                                                     | 46’                                                                   |
| 2-6-2018                                                              | Bruxelles                                                             | Belgio                                                                | 0 – 0                                                                 | Portogallo                                                            | Amichevole                                                            | -                                                                     | 46’                                                                   |
| 6-6-2018                                                              | Bruxelles                                                             | Belgio                                                                | 3 – 0                                                                 | Egitto                                                                | Amichevole                                                            | -                                                                     |                                                                       |
| 11-6-2018                                                             | Bruxelles                                                             | Belgio                                                                | 4 – 1                                                                 | Costa Rica                                                            | Amichevole                                                            | -                                                                     | 46’                                                                   |
| 18-6-2018                                                             | Soči                                                                  | Belgio                                                                | 3 – 0                                                                 | Panama                                                                | Mondiali 2018 - 1º turno                                              | -                                                                     | 74’                                                                   |
| 23-6-2018                                                             | Mosca                                                                 | Belgio                                                                | 5 – 2                                                                 | Tunisia                                                               | Mondiali 2018 - 1º turno                                              | -                                                                     |                                                                       |
| 2-7-2018                                                              | Rostov                                                                | Belgio                                                                | 3 – 2                                                                 | Giappone                                                              | Mondiali 2018 - Ottavi di finale                                      | -                                                                     | 65’                                                                   |
| 10-7-2018                                                             | San Pietroburgo                                                       | Francia                                                               | 1 – 0                                                                 | Belgio                                                                | Mondiali 2018 - Semifinale                                            | -                                                                     | 80’                                                                   |
| 7-9-2018                                                              | Glasgow                                                               | Scozia                                                                | 0 – 4                                                                 | Belgio                                                                | Amichevole                                                            | -                                                                     | 46’                                                                   |
| 11-9-2018                                                             | Reykjavík                                                             | Islanda                                                               | 0 – 3                                                                 | Belgio                                                                | UEFA Nations League 2018-2019 - 1º turno                              | -                                                                     | 70’                                                                   |
| 12-10-2018                                                            | Bruxelles                                                             | Belgio                                                                | 2 – 1                                                                 | Svizzera                                                              | UEFA Nations League 2018-2019 - 1º turno                              | -                                                                     | 76’                                                                   |
| 16-10-2018                                                            | Bruxelles                                                             | Belgio                                                                | 1 – 1                                                                 | Paesi Bassi                                                           | Amichevole                                                            | -                                                                     | 83’                                                                   |
| 24-3-2019                                                             | Nicosia                                                               | Cipro                                                                 | 0 – 2                                                                 | Belgio                                                                | Qual. Euro 2020                                                       | -                                                                     | 68’                                                                   |
| 11-6-2019                                                             | Bruxelles                                                             | Belgio                                                                | 3 – 0                                                                 | Scozia                                                                | Qual. Euro 2020                                                       | -                                                                     | 90’                                                                   |
| 6-9-2019                                                              | Serravalle                                                            | San Marino                                                            | 0 – 4                                                                 | Belgio                                                                | Qual. Euro 2020                                                       | -                                                                     |                                                                       |
| 9-9-2019                                                              | Glasgow                                                               | Scozia                                                                | 0 – 4                                                                 | Belgio                                                                | Qual. Euro 2020                                                       | -                                                                     | 77’                                                                   |
| 10-10-2019                                                            | Bruxelles                                                             | Belgio                                                                | 9 – 0                                                                 | San Marino                                                            | Qual. Euro 2020                                                       | -                                                                     | 63’                                                                   |
| 13-10-2019                                                            | Astana                                                                | Kazakistan                                                            | 0 – 2                                                                 | Belgio                                                                | Qual. Euro 2020                                                       | -                                                                     | 78’                                                                   |
| 19-11-2019                                                            | Bruxelles                                                             | Belgio                                                                | 6 – 1                                                                 | Cipro                                                                 | Qual. Euro 2020                                                       | 1                                                                     |                                                                       |
| 5-9-2020                                                              | Copenaghen                                                            | Danimarca                                                             | 0 – 2                                                                 | Belgio                                                                | UEFA Nations League 2020-2021 - 1º turno                              | -                                                                     | 57’                                                                   |
| 11-10-2020                                                            | Londra                                                                | Inghilterra                                                           | 2 – 1                                                                 | Belgio                                                                | UEFA Nations League 2020-2021 - 1º turno                              | -                                                                     | 83’                                                                   |
| 14-10-2020                                                            | Reykjavík                                                             | Islanda                                                               | 1 – 2                                                                 | Belgio                                                                | UEFA Nations League 2020-2021 - 1º turno                              | -                                                                     |                                                                       |
| 3-6-2021                                                              | Bruxelles                                                             | Belgio                                                                | 1 – 1                                                                 | Grecia                                                                | Amichevole                                                            | -                                                                     | 74’                                                                   |
| 6-6-2021                                                              | Bruxelles                                                             | Belgio                                                                | 1 – 0                                                                 | Croazia                                                               | Amichevole                                                            | -                                                                     | 81’                                                                   |
| 12-6-2021                                                             | San Pietroburgo                                                       | Belgio                                                                | 3 – 0                                                                 | Russia                                                                | Euro 2020 - 1º turno                                                  | -                                                                     | 77’                                                                   |
| 17-6-2021                                                             | Copenaghen                                                            | Danimarca                                                             | 1 – 2                                                                 | Belgio                                                                | Euro 2020 - 1º turno                                                  | -                                                                     | 59’                                                                   |
| 27-6-2021                                                             | Siviglia                                                              | Belgio                                                                | 1 – 0                                                                 | Portogallo                                                            | Euro 2020 - Ottavi di finale                                          | -                                                                     | 87’                                                                   |
| 2-9-2021                                                              | Tallinn                                                               | Estonia                                                               | 2 – 5                                                                 | Belgio                                                                | Qual. Mondiali 2022                                                   | -                                                                     | 83’                                                                   |
| 5-9-2021                                                              | Bruxelles                                                             | Belgio                                                                | 3 – 0                                                                 | Rep. Ceca                                                             | Qual. Mondiali 2022                                                   | -                                                                     | 57’                                                                   |
| 7-10-2021                                                             | Torino                                                                | Belgio                                                                | 2 – 3                                                                 | Francia                                                               | UEFA Nations League 2020-2021 - Semifinale                            | 1                                                                     |                                                                       |
| 10-10-2021                                                            | Torino                                                                | Italia                                                                | 2 – 1                                                                 | Belgio                                                                | UEFA Nations League 2020-2021 - Finale 3º posto                       | -                                                                     | 87’                                                                   |
| 13-11-2021                                                            | Bruxelles                                                             | Belgio                                                                | 3 – 1                                                                 | Estonia                                                               | Qual. Mondiali 2022                                                   | 1                                                                     | 71’                                                                   |
| 3-6-2022                                                              | Bruxelles                                                             | Belgio                                                                | 1 – 4                                                                 | Paesi Bassi                                                           | UEFA Nations League 2022-2023 - 1º turno                              | -                                                                     | 67’                                                                   |
| 8-6-2022                                                              | Bruxelles                                                             | Belgio                                                                | 6 – 1                                                                 | Polonia                                                               | UEFA Nations League 2022-2023 - 1º turno                              | -                                                                     |                                                                       |
| 11-6-2022                                                             | Cardiff                                                               | Galles                                                                | 1 – 1                                                                 | Belgio                                                                | UEFA Nations League 2022-2023 - 1º turno                              | -                                                                     | 45+1’ 61’                                                             |
| 22-9-2022                                                             | Bruxelles                                                             | Belgio                                                                | 2 – 1                                                                 | Galles                                                                | UEFA Nations League 2022-2023 - 1º turno                              | -                                                                     | 65’                                                                   |
| 25-9-2022                                                             | Amsterdam                                                             | Paesi Bassi                                                           | 1 – 0                                                                 | Belgio                                                                | UEFA Nations League 2022-2023 - 1º turno                              | -                                                                     | 46’ 82’                                                               |
| 18-11-2022                                                            | Al Kuwait                                                             | Belgio                                                                | 1 – 2                                                                 | Egitto                                                                | Amichevole                                                            | -                                                                     |                                                                       |
| 23-11-2022                                                            | Al Rayyan                                                             | Belgio                                                                | 1 – 0                                                                 | Canada                                                                | Mondiali 2022 - 1º turno                                              | -                                                                     | 9’ 46’                                                                |
| 1-12-2022                                                             | Al Rayyan                                                             | Croazia                                                               | 0 – 0                                                                 | Belgio                                                                | Mondiali 2022 - 1º turno                                              | -                                                                     | 72’                                                                   |
| 24-3-2023                                                             | Solna                                                                 | Svezia                                                                | 0 – 3                                                                 | Belgio                                                                | Qual. Euro 2024                                                       | -                                                                     | 90’                                                                   |
| 28-3-2023                                                             | Colonia                                                               | Germania                                                              | 2 – 3                                                                 | Belgio                                                                | Amichevole                                                            | 1                                                                     | 58’                                                                   |
| 17-6-2023                                                             | Bruxelles                                                             | Belgio                                                                | 1 – 1                                                                 | Austria                                                               | Qual. Euro 2024                                                       | -                                                                     | 76’                                                                   |
| 20-6-2023                                                             | Tallinn                                                               | Estonia                                                               | 0 – 3                                                                 | Belgio                                                                | Qual. Euro 2024                                                       | -                                                                     |                                                                       |
| 9-9-2023                                                              | Baku                                                                  | Azerbaigian                                                           | 0 – 1                                                                 | Belgio                                                                | Qual. Euro 2024                                                       | 1                                                                     | 84’                                                                   |
| 12-9-2023                                                             | Bruxelles                                                             | Belgio                                                                | 5 – 0                                                                 | Estonia                                                               | Qual. Euro 2024                                                       | -                                                                     | 59’                                                                   |
| 13-10-2023                                                            | Vienna                                                                | Austria                                                               | 2 – 3                                                                 | Belgio                                                                | Qual. Euro 2024                                                       | -                                                                     | 46’                                                                   |
| 16-10-2023                                                            | Bruxelles                                                             | Belgio                                                                | 1 – 1                                                                 | Svezia                                                                | Qual. Euro 2024                                                       | -                                                                     |                                                                       |
| 15-11-2023                                                            | Lovanio                                                               | Belgio                                                                | 1 – 0                                                                 | Serbia                                                                | Amichevole                                                            | 1                                                                     | cap. 67’                                                              |
| 19-11-2023                                                            | Bruxelles                                                             | Belgio                                                                | 5 – 0                                                                 | Azerbaigian                                                           | Qual. Euro 2024                                                       | -                                                                     | 60’                                                                   |
| 5-6-2024                                                              | Bruxelles                                                             | Belgio                                                                | 2 – 0                                                                 | Montenegro                                                            | Amichevole                                                            | -                                                                     | 46’                                                                   |
| 8-6-2024                                                              | Bruxelles                                                             | Belgio                                                                | 3 – 0                                                                 | Lussemburgo                                                           | Amichevole                                                            | -                                                                     | 65’                                                                   |
| 17-6-2024                                                             | Francoforte sul Meno                                                  | Belgio                                                                | 0 – 1                                                                 | Slovacchia                                                            | Euro 2024 - 1º turno                                                  | -                                                                     | 84’                                                                   |
| 22-6-2024                                                             | Colonia                                                               | Belgio                                                                | 2 – 0                                                                 | Romania                                                               | Euro 2024 - 1º turno                                                  | -                                                                     | 72’                                                                   |
| 26-6-2024                                                             | Stoccarda                                                             | Ucraina                                                               | 0 – 0                                                                 | Belgio                                                                | Euro 2024 - 1º turno                                                  | -                                                                     | 62’                                                                   |
| 1-7-2024                                                              | Düsseldorf                                                            | Francia                                                               | 1 – 0                                                                 | Belgio                                                                | Euro 2024 - Ottavi di finale                                          | -                                                                     | 88’                                                                   |
| Totale                                                                |                                                                       | Presenze                                                              | 78                                                                    |                                                                       | Reti                                                                  | 11                                                                    |                                                                       |

| Cronologia completa delle presenze e delle reti in nazionale ― Belgio under 21 | Cronologia completa delle presenze e delle reti in nazionale ― Belgio under 21 | Cronologia completa delle presenze e delle reti in nazionale ― Belgio under 21 | Cronologia completa delle presenze e delle reti in nazionale ― Belgio under 21 | Cronologia completa delle presenze e delle reti in nazionale ― Belgio under 21 | Cronologia completa delle presenze e delle reti in nazionale ― Belgio under 21 | Cronologia completa delle presenze e delle reti in nazionale ― Belgio under 21 | Cronologia completa delle presenze e delle reti in nazionale ― Belgio under 21 |
| Data                                                                           | Città                                                                          | In casa                                                                        | Risultato                                                                      | Ospiti                                                                         | Competizione                                                                   | Reti                                                                           | Note                                                                           |
| ------------------------------------------------------------------------------ | ------------------------------------------------------------------------------ | ------------------------------------------------------------------------------ | ------------------------------------------------------------------------------ | ------------------------------------------------------------------------------ | ------------------------------------------------------------------------------ | ------------------------------------------------------------------------------ | ------------------------------------------------------------------------------ |
| 25-3-2013                                                                      | Lovanio                                                                        | Belgio under 21                                                                | 2 – 0                                                                          | Cipro under 21                                                                 | Qual. Europeo Under-21 2015                                                    | -                                                                              | 78’                                                                            |
| 29-5-2013                                                                      | Hyères                                                                         | Belgio under 21                                                                | 1 – 2                                                                          | Brasile under 21                                                               | Amichevole                                                                     | -                                                                              | 50’                                                                            |
| 31-5-2013                                                                      | Nîmes                                                                          | Belgio under 21                                                                | 0 – 2                                                                          | Portogallo under 21                                                            | Amichevole                                                                     | -                                                                              | 65’                                                                            |
| 2-6-2013                                                                       | Avignone                                                                       | Belgio under 21                                                                | 1 – 1                                                                          | Nigeria under 21                                                               | Amichevole                                                                     | -                                                                              | 66’ 78’                                                                        |
| 6-6-2013                                                                       | Tolone                                                                         | Belgio under 21                                                                | 1 – 1                                                                          | Messico under 21                                                               | Amichevole                                                                     | -                                                                              | 41’ 62’                                                                        |
| 5-9-2013                                                                       | Rieti                                                                          | Italia under 21                                                                | 1 – 3                                                                          | Belgio under 21                                                                | Qual. Europeo Under-21 2015                                                    | 1                                                                              | 59’                                                                            |
| 9-9-2013                                                                       | Lovanio                                                                        | Belgio under 21                                                                | 1 – 0                                                                          | Irlanda del Nord under 21                                                      | Qual. Europeo Under-21 2015                                                    | -                                                                              |                                                                                |
| 11-10-2013                                                                     | Lurgan                                                                         | Irlanda del Nord under 21                                                      | 0 – 1                                                                          | Belgio under 21                                                                | Qual. Europeo Under-21 2015                                                    | -                                                                              | 25’ 88’                                                                        |
| 15-11-2013                                                                     | Gornji Milanovac                                                               | Serbia under 21                                                                | 2 – 2                                                                          | Belgio under 21                                                                | Qual. Europeo Under-21 2015                                                    | -                                                                              |                                                                                |
| 5-3-2014                                                                       | Lovanio                                                                        | Belgio under 21                                                                | 0 – 3                                                                          | Serbia under 21                                                                | Qual. Europeo Under-21 2015                                                    | -                                                                              | 55’ 67’                                                                        |
| Totale                                                                         |                                                                                | Presenze                                                                       | 10                                                                             |                                                                                | Reti                                                                           | 1                                                                              |                                                                                |

## Palmarès

### Club

#### Competizioni nazionali
- Campionato francese di seconda divisione: 1

Monaco: 2012-2013
- Campionato spagnolo: 1

Atletico Madrid: 2020-2021

#### Competizioni internazionali
- UEFA Europa League: 1

Atlético Madrid: 2017-2018

### Individuale
- Capocannoniere della Coppa del Re dei Campioni: 1

2023-2024 (4 gol)